# Ben Sombogaart
 (janvier 2023).
 (janvier 2023).
- Si vous ne connaissez pas le sujet, laissez ce bandeau (vous pouvez alors contacter les auteurs).
- Si vous supprimez le contenu mis en cause (vous pouvez préalablement contacter les auteurs),

argumentez précisément cette suppression dans la page de discussion
(un manque de référence n'est pas un argument ; une recherche réelle de référence doit avoir été effectuée, être formellement documentée).
Ben Sombogaart, né le 8 août 1947 à Amsterdam, est un réalisateur néerlandais.

## Biographie
Diplômé de l'Académie néerlandaise du cinéma, il travaille comme technicien avant d'entreprendre la réalisation de documentaires. Il tourne des « portraits » ou des essais sur le comportement quotidien des gens.
Il s'oriente ensuite vers la réalisation de dramatiques télévisées, ainsi que de films pour le cinéma, s'attachant toujours à traiter objectivement des sujets de société : hooliganisme, accession des jeunes peuples à l'indépendance.
En 1989, Mon père vit à Rio obtient un succès international. Considéré alors comme l'un des plus intéressants cinéastes des Pays-Bas, Ben Sombogaart se spécialise dans des films destinés à la jeunesse ou traitant de problèmes liés à l'enfance.
Selon Ben Sombogaart, « Trop souvent, les adultes sous-estiment les enfants. Car ces derniers comprennent plus que les adultes qui, souvent, ignorent l'avis des enfants, ou ne prennent pas leur opinion au sérieux. » [réf. nécessaire]

## Filmographie partielle
- 1982 : Allemaal tuig !
- 1989 : Maman ! Dessine-moi un papa (Mijn vader woont in Rio)
- 1996 : Le Garçon qui ne voulait plus parler
- 2002 : De tweeling
- 2006 : La Grande Croisade (Kruistocht in spijkerbroek)
- 2008 : Bride Flight
- 2009 : The Storm
- 2011 : Isabelle
- 2012 : Koning van Katoren
- 2016 : Knielen op een bed violen
- 2018 : Rafaël
- 2021 : Anne Frank, ma meilleure amie (Mijn beste vriendin Anne Frank)